# Objektiv

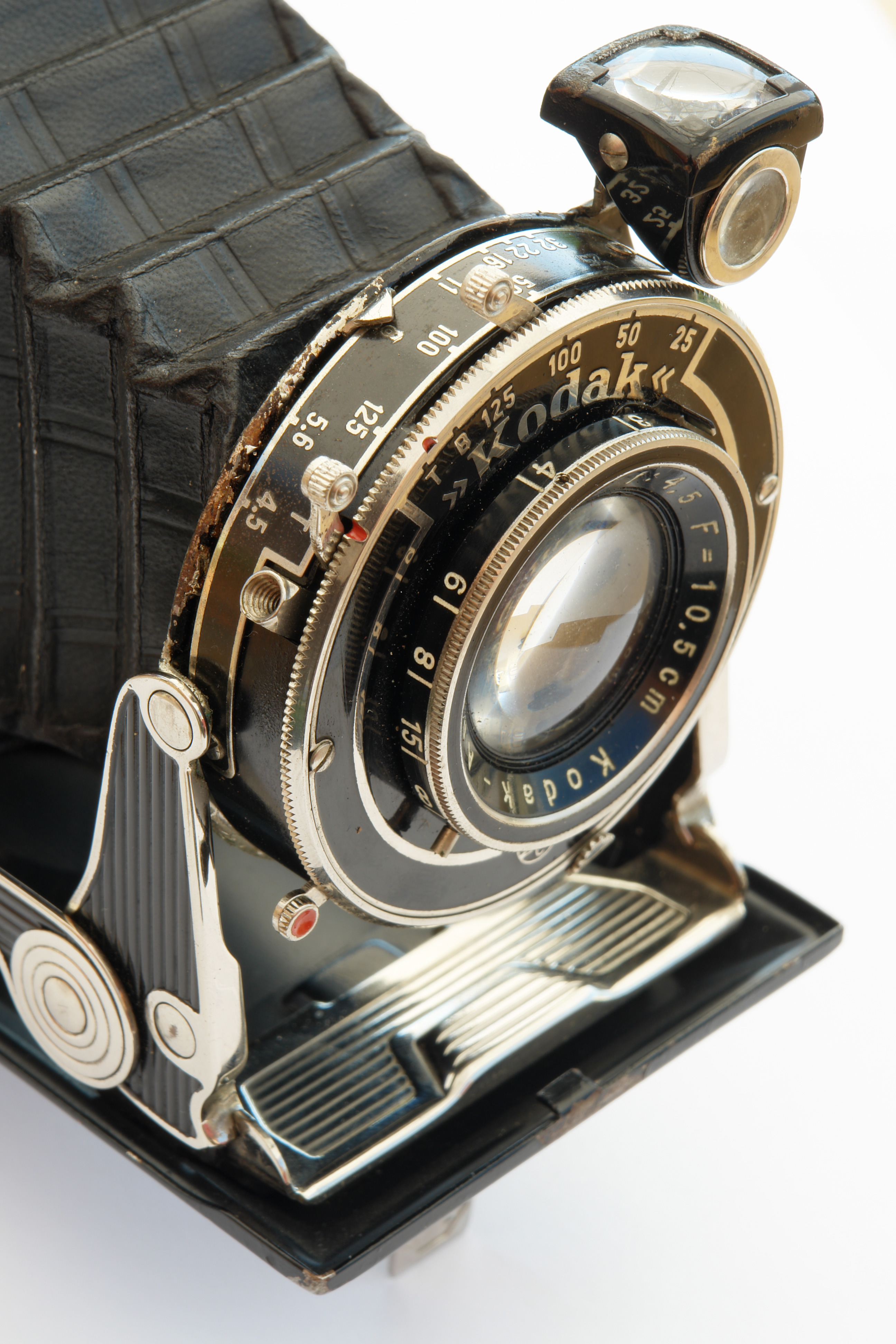
Objektiv på bälgkamera från 1930-talet.

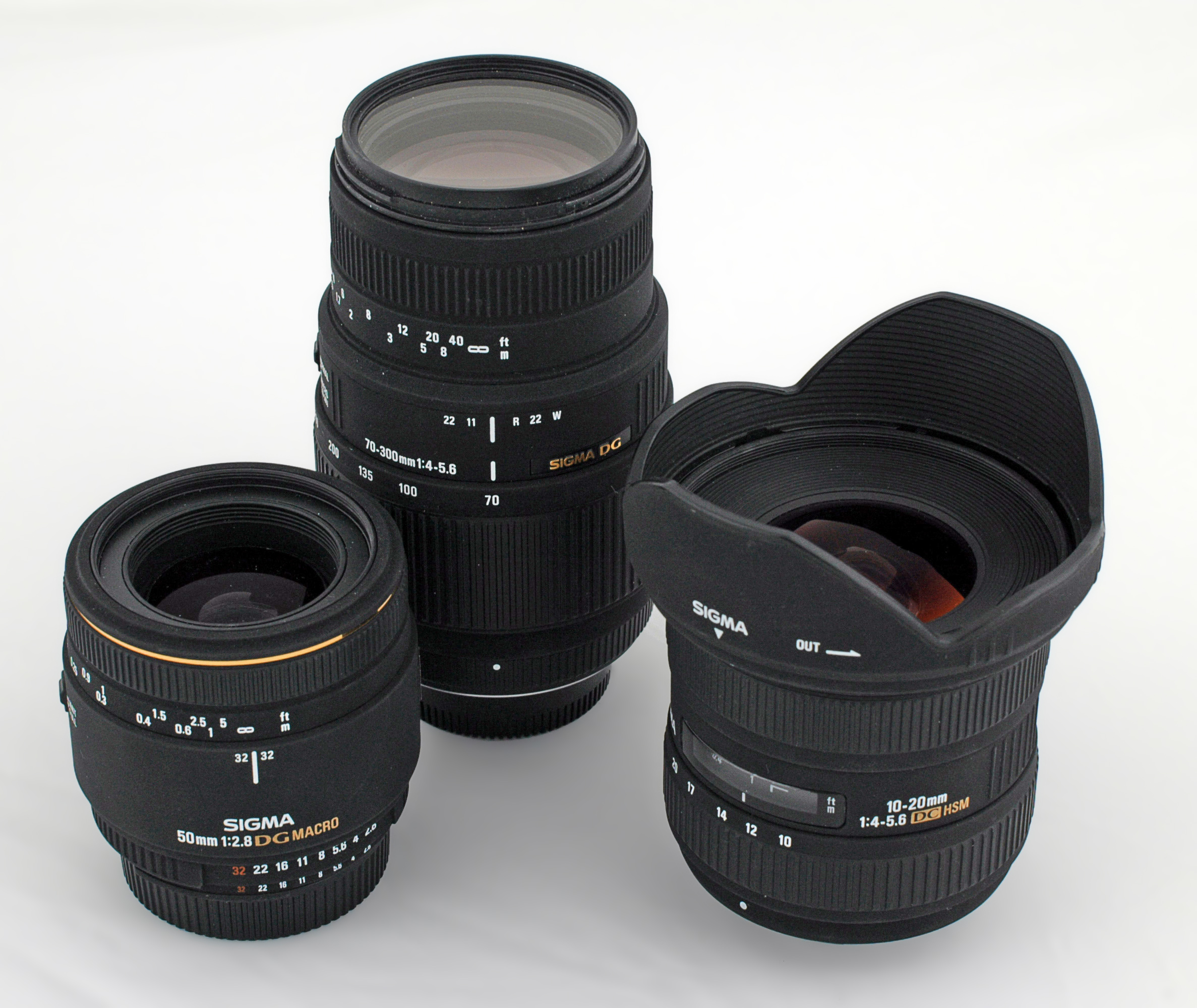
1:2,8/50 Macro - 1:4-5.6/70-300 - 1:4-5.6/10-20

Ett objektiv är en optisk lins eller sammansättning av linser som används i en kamera för att skapa bilder av objekt, antingen på fotografisk film eller på andra medier som kan lagra en bild kemiskt eller elektroniskt. Ljusmängden som når det ljuskänsliga mediet bestäms genom en kombination av exponeringstid och bländaröppning. Hur mycket ljus som erfordras för att avbilda objektet bestäms av mediets känslighet och ljusförhållandet vid objektet.
Det är ingen avgörande skillnad i principen för ett objektiv som används i en stillbildskamera, en videokamera, ett teleskop, mikroskop, eller annan utrustning, men detaljutformningen och konstruktionen är olika. Ett objektiv kan vara fast monterat på en kamera, eller det kan vara utbytbart med andra objektiv av olika brännvidder, ljusstyrkor och andra egenskaper. Några av de vanliga typerna av kameralinser inkluderar ultravidvinkelobjektiv, vidvinkelobjektiv, objektiv med en fast brännvidd ("prime lens"), objektiv med manuell eller automatisk fokusering etc. 

## Allmänt
Ett objektiv kan vara fast vid kamerahuset eller utbytbart (som i en systemkamera). Vanligtvis finns en fokuseringsmekanism samt en mekanism för att välja bländarvärde som reglerar hur mycket ljus som ska släppas in genom objektivet. Beroende på kameratyp kan det också finnas en integrerad slutare.
De allra flesta objektiv idag är försedda med antireflexbehandling till exempel av typ multicoating. Det är i princip ett mycket tunt metalloxidskikt som ångas på objektivets yta. Tjockleken skall vara en kvarts ljusvåglängd och ljusreflexen släcks ut genom interferens. Första lagret gör bäst verkan, men fabrikanterna har tävlat med varandra och lagt på upp till sju lager. Ett äldre objektiv med endast ett lager antireflexbehandling bör inte automatiskt dömas ut, andra egenskaper är viktigare.
Ett annat problem som den som har en systemkamera råkar ut för är att objektiven har en viss filterverkan. De stora tillverkarna försöker hålla samma färggång i sina objektivserier men den som använder piratobjektiv brukar märka en viss skillnad. Objektivets färgningstendens justeras med olika glaskombinationer och antireflexskikt på linsytorna. Ett objektivs upplösning är optimerat för negativ/sensorformatet – det betyder att tillverkaren försöker att få så bra data som möjligt inom respektive format. En tumregel är emellertid att bildens kvalitet ökar med negativ/sensorstorleken. Objektivets slipning och polering är en viktig faktor, men glasämnets kvalitet är utslagsgivande för ett objektivs kvalité.
Glasämnet som skall användas för optiska ändamål bör svalna långsamt vid tillverkningsprocessen. Då kan mikroskopiska luftbubblor ta sig ut ur glasmassan medan den ännu är het och mjuk. Speciellt tysk kvalitetsoptik var fordom känd för en bra glassammansättning.

## Skärpa / kontrast
Det som normalt uppfattas som skärpa i ett objektiv består i själva verket av en kombination av upplösning och kontrast, det vill säga gradienten och skillnaden i ljusstyrka mellan det mörkaste och det ljusaste i motivet.
Ett objektivs upplösning mäts i linjepar per millimeter och brukar ligga kring 80 som bäst men ligger närmare 60 för de bästa kommersiella DSLR-objektiven. Moderna bildsensorer med en upplösning över 36 MP (megapixel) har pixelstorlekar under 5 microns. Detta kan jämföras med en upplösning av 100 linjepar per millimeter. Den snabba utvecklingen av bildsensorer driver därför fram en ny generation av kameraobjektiv med högre upplösning och med image stabilizer eller bildstabilisering, också kallat vibration reduction eller vibrationsreduktion, inbyggd i objektivet. Ett objektiv med inbyggd bildstabilisering är av speciell vikt för handhållen fotografering och för fotografering med objektiv av långa fokallängder och kort skärpedjup (= stora bländare) där även den minsta rörelse eller vibration av kameran resulterar i synlig oskärpa i den slutliga bilden.
Den vetenskapliga metoden att mäta ett objektivs kontrast är i kontrastöverföringen, varför fotohandeln tillhandahåller särskilda testkartor som fotografen kan använda sig av för att få en uppfattning om kvaliteten på ett objektiv.[källa behövs]
Objektiv med fasta fokallängder mellan 50 och 100 mm uppnår normalt högre upplösning och kontrast än mer extrema objektiv som teleobjektiv eller vidvinkelobjektiv. Objektiv med fasta fokallängder producerar också som regel märkbart högre upplösning och kontrast än mer komplicerade zoom-objektiv. 
Vissa linser i ett objektiv kan vara arrangerade som en grupp och agerar då som ett integrerat optiskt element genom att de individuella linserna i gruppen är limmade till varandra utan mellanrum och utan luft mellan linserna. En grupp linser sätts på detta sätt samman med ett kitt eller lim. Man brukade använda kanadabalsam, som har samma brytningsindex som objektivglas, men på grund av dess bristande motståndskraft mot temperaturförändringar och nedbrytning används numera framför allt UV-bestrålade epoxilim för att sammanfoga linser till grupper.
För att lättare kunna relatera upplösningsförmågan av ett objektiv till den av en kameras bildsensor så har testföretaget DxO Labs infört begreppet P-MP vilket står för Perceptual Mega Pixel. P-MP representerar en översättning från det endimensionella begreppet linjepar per millimeter till en tvådimensionell betraktelse liknande MP eller megapixel för en bildsensor.
Ett objektivs upplösningsförmåga uttryckt i P-MP är då direkt jämförbart med en bildsensors upplösning uttryckt i MP. Genom att veta objektivets P-MP och bildsensorns MP kan man då lätt avgöra vad som kommer att begränsa en kameras bildkvalitet och till vilken grad. Inom optik gäller att den "svagaste länken" avgör den slutliga bildkvaliteten. Med dagens högupplösta bildsensorer är det som regel objektivet som utgör denna begränsning. Har man ett objektiv vars P-MP påtagligt underskrider bildsensorns MP så blir den slutliga bildens upplösning i stort sett samma som objektivets, och når alltså aldrig bildsensorn potentiella upplösning. Har man å andra sidan ett objektiv vars upplösning uttryckt i P-MP matchar bildsensorns upplösning uttryckt i MP så kan man i korthet säga att objektivets upplösning och skärpa matchar och ger full utdelning av bildsensorns förmåga till upplösning och detaljrikedom.

## Objektivets ljusstyrka
Den största bländaröppningen för ett objektiv kallas dess bländartal (F-tal). Ju lägre tal desto mer ljus släpps in genom objektivet – desto mer ljusstarkt är det. På objektiv för SLR-kameror finns det vanligtvis en automatiskt mekanism som håller bländaren vidöppen under fokusering, men sluter till det inställda värdet då bilden tas. Denna mekanism är mycket användbar på ljusstarka objektiv, medan långa teleobjektiv som har låg ljusstyrka, är nästan lika praktiska när de är helt manuella.
Ursprunget till måttet är helt enkelt förhållandet mellan objektivets brännvidd och bländarens fysiska diameter. Detta innebär att ett 50 mm objektiv med en maximal bländaröppning av 6,25 mm har ett bländartal som är 50/6.25 = 8.
Eftersom bländartalet är ett rent geometriskt tal så påverkas det inte av ett objektivs ljustransmission vilket uttrycks som ett T-tal. Skall man noggrant jämföra två olika objektivs ljusstyrka så ger F-talet eller bländartalet endast en approximativ jämförelse medan transmissionstalet, eller T-talet är kompenserat för verklig ljustransmission och ger en noggrannare jämförelse. Den huvudsakliga orsaken till skillnader i T-tal mellan objektiv med samma F-tal är antalet linser i objektivet, glaskvaliteten i linserna och kvaliteten av antireflexbeläggningar på objektivets individuella linser.

## Brännvidd
Den viktigaste egenskapen förutom bländartalet är brännvidden, som vanligtvis anges i millimeter (centimeter fram till omkring 1960), och som placerar objektivet i någon av följande kategorier: 
- Normalobjektiv
- Vidvinkelobjektiv
- Teleobjektiv

- Zoomobjektiv

Beroende på om objektivet har en variabel eller fast brännvidd, kategoriseras det som antingen ett zoomobjektiv eller ett objektiv med fast brännvidd. Zoomobjektiv kan delas upp i: 
- vidvinkelzoom
- normalzoom
- telezoom

Superzoom kallas ibland ett objektiv som spänner över flera zoner av ovanstående.

### Zoomfaktor 1x
I specifikationerna för systemkameror (det vill säga kameror med utbytbart objektiv) anges ofta den optiska zoomfaktorn till 1 gång (1×). Detta beror på att kameran (kamerahuset) i sig inte avgör zoomomfånget utan denna beror i stället på vilket objektiv som används. För objektiv med fast brännvidd är zoomfaktorn 1×.

## Specialoptik och specialfotografering

### Makro
Ett makroobjektiv är ett objektiv som är avsett för extrema närbilder. Makroområdet brukar räknas från en avbildningsskala på sensorn/negativet från 1:1 (naturlig storlek) till förstoring 10:1. Större avbildningsskala brukar räknas som mikrofotografering.
Som alternativ till ett makroobjektiv kan man använda en förlängningslins (extender) som fästs mellan objektivet och kamerahuset eller närbildslins (försättslins) som skruvas i objektivets filtergänga. Båda förlänger objektivets brännvidd. Ett annat alternativ är mellanringar – enkla rör utan linser, med eller utan elektrisk koppling för objektivets automatik – som monteras på samma sätt som en förlängningslins. Mellanringarna säljs oftast i set om tre, med olika bredd, som kan användas i olika kombinationer. Mellanringarna minskar objektivets närgräns med större avbildningsskala som följd. Objektivet går då inte längre att fokusera på oändligt avstånd.
Brännvidden på ett makroobjektiv brukar motsvara ett normalobjektiv, ibland längre. Fördelen med längre brännvidd är att man kan fotografera på längre avstånd från objektet, till exempel skygga insekter. Med längre brännvidd blir också skärpezonen kortare och motivet framhävs.
Med mellanringar blir det ett - beroende på mellanringens bredd - kraftigt ljusbortfall. Detta motverkas med blixt. Vid större avbildningsskala är en ringblixt att föredra, eftersom kombinationen objektiv och mellanringar kan komma att skugga blixtljuset. Med försättslins blir det inget ljusbortfall, å andra sidan ökar oskärpan i kanterna.

### Perspektivkorrektion
Dessa objektiv måste teckna en bild som är avsevärt större än sensor- eller filmformatet, dels för att undvika kraftig vinjettering och andra avbildningsfel, dels för att bilden inte ska helt försvinna mot kanten. Vanligt är att man måste blända ner objektivet ett par steg, samt om möjligt undvika de yttersta lägena för förskjutning/vinkling – då ligger man nämligen nära gränsen för det område där objektivet tecknar skarpt.
Tilt- och shiftdelen av objektivet går att rotera kring den optiska axeln, så man kan få den önskade effekten oavsett hur kameran är positionerad i förhållande till motivet.

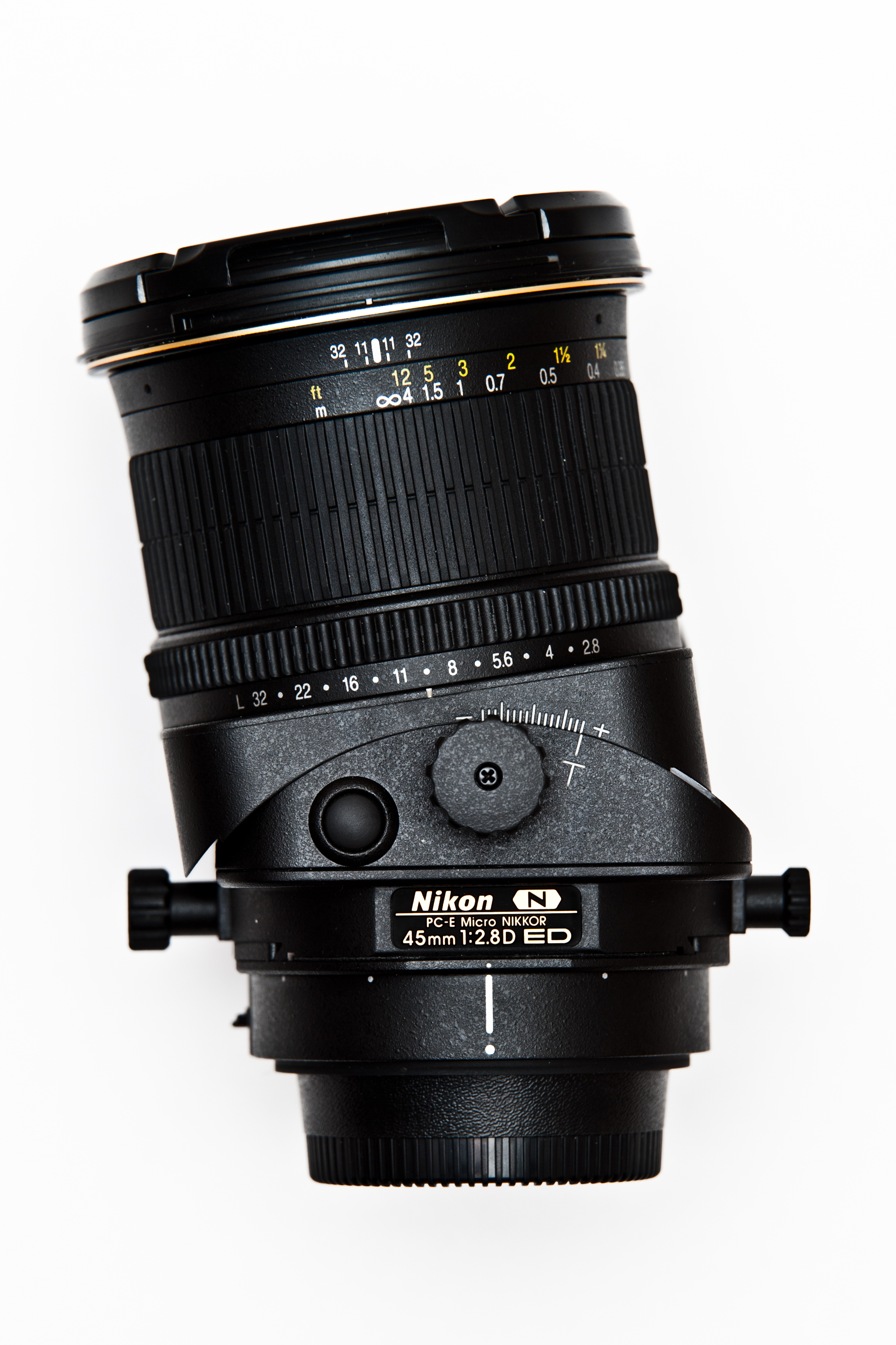
Tilt&shift-objektiv från Nikon. Bilden visar tilt-läge.

#### Shift
Shift är att förskjuta objektivet i höjd- och/eller sidled utan att vinkla det i förhållande till kamerahuset.
Vanligt användningsområde är fotografering av arkitektur. Om man tar bild på en hög byggnad rakt framifrån, kan man ofta inte backa tillräckligt långt tillbaka, utan måste luta kameran uppåt för att få med hela motivet. Då faller perspektivet drastiskt och byggnaden synes smalna av kraftigt uppåt. Detta motverkas genom att man ställer kameran horisontellt och höjer objektivet parallellt uppåt. Det gör vertikala linjer raka även på bilden.
Motsvarande gäller naturligtvis om man vill ha med hela framsidan och inte står mitt framför huset.

#### Tilt
Tilt kallas det när objektivet vinklas i förhållande till kamerahuset (fokalplanet). Detta förändrar hur skärpeplanet ligger över motivet (enligt Scheimpflugs princip).
Den omedelbara effekten är att man kan till exempel fotografera nära marken mitt på en fotbollsplan och få skärpa i gräset hela vägen till målet. Observera att skärpeplanet då ligger i stort sett längs marken, och eventuella spelare i förgrunden tappar i skärpa upp mot huvudet.

#### Tilt-and-Shift
Det finns även objektiv med möjlighet till både förskjutning och vinkling, samt vissa där det går att göra helt oberoende av varandra.
En storformats studiokamera av typ balkkamera behöver inga speciella objektiv för tilt-and-shift. På grund av konstruktionen av typ optisk bänk, kan man med alla objektiv vinkla och/eller förskjuta helt fritt, eftersom både bakstycket (filmkassetten) och objektivet åker på en släde med en bälg mellan varandra.

### Fisheye
Fisheyeobjektiv är vidvinklar med extremt kort brännvidd. Bildvinkeln är upp till 180° – och ännu mer – mot 90° för ett 21 mm-objektiv för 35 mm film. 
Avbildningsfelet koma är i stort sett eliminerat (jämför andra vidvinklar). Motljusskydd är sällan relevant och filter svåra att anbringa – objektivets frontlins buktar ofta ut långt framför metallhöljet. Eventuella filter anbringas i stället i en särskild hållare bakom objektivet.
Med vissa fisheyeobjektiv tecknas inte sensor-/filmformatet fullt ut, utan bilden blir en cirkel mitt på en i övrigt helt svart ruta, medan andra tecknar formatet fullt ut, och den diagonala bildvinkeln är 180°.
Vinjettering (se nedan), närmast bildens yttre kanter, är tydlig och något att räkna med.

### Spegeltele

Spegeltele typ Schmidt-Cassegrain.

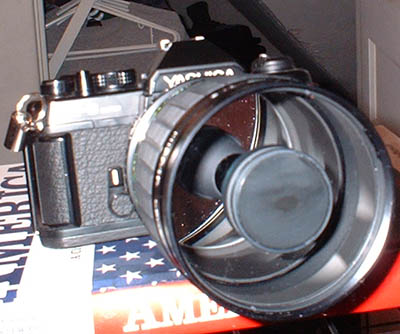
Ett Yashica 500 mm spegeltele.

För att förkorta den fysiska längden på ett extremt teleobjektiv konstruerade flera stora japanska tillverkare sådana objektiv på samma sätt som ett spegelteleskop. I dessa reflekteras det inkommande ljuset två gånger inne i objektivet via två speglar. Därmed kunde den fysiska längden bringas ner till hälften av brännvidden och till och med något mer. Detta sker dock på bekostnad av objektivets yttre diameter. Spegelobjektiv blir mycket lättare än motsvarande brännvidd i ett konventionellt objektiv. Dessutom är sfärisk aberration nästan eliminerad i dessa s.k. katadioptriska system.
I ett spegeltele är sekundärspegeln (den främre) fastsatt vid ljusets ingångsöppning och syns utifrån som en rund platta mitt i frontlinsen. Primärspegeln (den bakre) är fastsatt längre in i strålgången och är ringformad. Primärspegeln, där ljuset infaller först, är oftast konkav, medan sekundärspegeln oftast är konvex.
Ett spegeltele har vissa egenheter – till exempel är det krångligt att blända ner, i stället har man gråfilter i strålgången bakom objektivet. Likaså syns vid bokeh ringartade oskärpemönster (typ "stekta lökringar") i stället för ifyllda cirklar, m m. Konstruktionen är numera inte så vanlig.

### Soft-fokus
Optiken i äldre billiga kameror tecknade inte helt skarpt och var därför lite "förlåtande" vid porträttfotografering. För att åstadkomma motsvarande effekt med dagens moderna objektiv finns särskilda softfokusobjektiv. På objektivets fullt skarpa bild kan man med dessa softfokusobjektiv överlagra en bild som inte är helt i fokus. Ibland kan man välja grad av oskärpa i bilden. Andra sätt är att låta fotografen välja graden av kromatiskt aberration (se dito) i bilden, eller att i stället för bländare ha inläggsskivor med centralt större hål som bländare omgivet av mindre hål cirkulärt runt det – detta ger flera bilder överlagrade på varandra.
Dessutom finns speciella filterliknande försättslinser som ger en viss ljusspridning.
En enkel och billig lösning, som ger en liknande effekt, är att helt enkelt smeta lite vaselin på ett UV/Haze/Skylight-filter.
Softfokusoptik används särskilt för porträttfotografering och är typiskt korta teleobjektiv, cirka 85–135 mm. Normalobjektiv (50 mm) förekommer också.

## Objektivets avbildningsfel

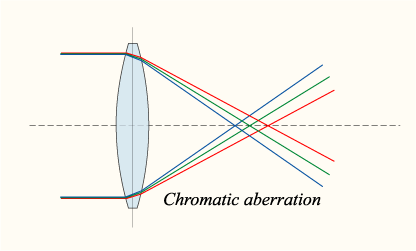
Kromatisk aberration hos en enkel lins där ljusets olika våglängder bryts olika.

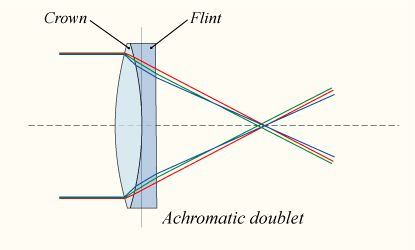
En akromatisk dubblett, synliga ljusvåglängder har samma brännpunkt.

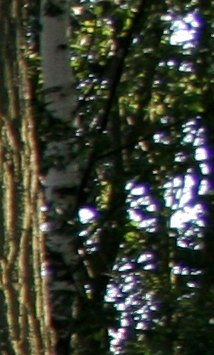
Tendenser till kromatisk aberration syns i kontrastrika delar av motivet i form av missfärgade regnbågsränder

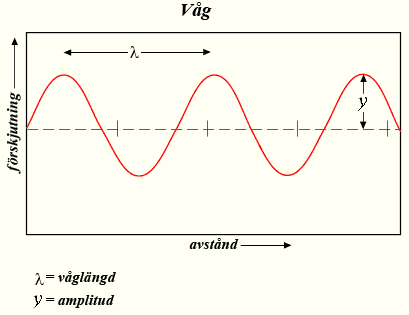
Sinuskurva. Så här häftiga svängar blir det inte vid vågformig distorsion.

De flesta optiska aberrationer ökar ju längre man kommer bort från den optiska axeln. Därmed får man sämre skärpa i bildens kanter och framför allt hörn. 
Avbildningsfel i objektiv är naturligtvis allt som avviker från en teoretisk perfekt avbildning. Avbildningsfelen kan delas in i brytningsfel och övriga avbildningsfel. Brytningsfelen är sfärisk och kromatisk aberration, astigmatism, koma och distorsion. Avbildningsfelen är i huvudsak av följande typer:
- Sfärisk aberration
- Kromatisk aberration
- Astigmatism
- Koma
- Distorsion
- Vinjettering
- Överstrålning
- Diffraktion
- Avbildningsfel vid bokeh (fokal oskärpa)
- Reflexer i linselement

### Sfärisk aberration
Sfärisk aberration innebär att ljus utanför objektivets (eller spegelns för spegeloptik) optiska axel bryts i en fokalpunkt framför filmplanet – ju längre bort från axeln, desto större fel. För att korrigera för detta kan en spegel göras parabolisk. Ett objektivs glas släpper igenom ljus och här kan den sfäriska aberrationen korrigeras på flera sätt, dels genom motverkande linselement i strålgången, dels genom asfäriska linselement, vilket är den exklusivaste och dyraste metoden.

### Kromatisk aberration
Kromatisk aberration har inte enbart med färgfotografering att göra utan påverkar negativt kvaliteten likaväl på svartvit fotografering. Skälet är att tillverkningsmaterialet (glas/plaster) i linser har olika brytningsindex för olika färger.
Objektiv kallas akromatiska om de är färgkorrigerade i två grundfärger, exempelvis blått och grönt. Ställs det mycket höga krav på objektiv, finns apokromatiska som är korrigerade i tre grundfärger. I båda fallen har tillverkare försett objektivet med linsgrupper av olika glassorter. Man talar om kronglas- och flintglastyper.
Reprofotograferingsobjektiv är i regel apokromater som skall visa särskilt god planhållning, det är objektivets förmåga att hålla brännpunkten över hela film- respektive sensorplanet, även kallat skärpeplanet eller fokalplanet.
De flesta objektiv är sedan länge färgkorrigerade akromater.

### Astigmatism
När optiken har olika fokusplan i olika plan eller riktningar, t.ex. vertikal och horisontell riktning, kallas detta för astigmatism. Astigmatisk återgivning är med nya tillverkningsmetoder och nya glasmaterial och kombinationer inget problem i dagens objektiv, men tidigare angavs ibland för objektiven att de var "anastigmatiska", det vill säga inte hade detta optiska fel.

### Koma
Koma är ett avbildningsfel där ljusstrålar som ligger utanför den optiska axeln sprids och avbildas som en kometsvans (latin: ’’koma’’ = svans). Effekten kan minskas genom att blända ner.

### Distorsion
När raka linjer tecknas av optiken som böjda kallas det för distorsion (alternativt distortion). Man skiljer på följande typer: 
- Kuddformig distorsion är när en rak linje är i mitten böjd mot in mot den optiska axeln. En rät rektangel tecknas som en lätt inbuktad kudde; därav namnet.
- Tunnformig distorsion är när en rät linje är i mitten böjd bort från den optiska axeln. En rektangel tecknas som en tunna med lock och botten buktande utåt.
- Vågformig distorsion är ett kompromissförsök att minska synintrycket av distorsion genom en optikkonstruktion, där raka linjer omväxlande böjer än åt det ena och än åt det andra hållet som en ganska platt sinuskurva (se figur). Vid stor våglängd och låg amplitud blir effekten en nästan rak linje.

För ett extremt vidvinkelzoomobjektiv kan distorsionen växla vid zoomning; t.ex. tunnformig distorsion vid kortaste brännvidden stegvis övergående via distorsionsfri avbildning till kuddformig distorsion vid längsta brännvidden.
Även andra motivdetaljer än raka linjer påverkas av distorsion, men den syns mindre tydligt där.

### Vinjettering
Vinjettering innebär mörkare hörn och kanter i bilden. Vinjettering kan orsakas av en fysisk barriär, till exempel ett filter eller motljusskydd, som hindrar ljuset från att nå bildplanet. Effekten kan vara oavsiktlig eller skapad för att få en dramatisk effekt.
Mörkare kanter och hörn kan också uppstår på grund av ljusbortfall, till exempel vid användning av vidvinkellinser, på grund av att ljuset träffar film- eller sensorytan i en sned vinkel. Vid blixtfotografering kan en liknande effekt uppstå om blixtens täckning är otillräcklig för att belysa synfältet. 
Inom digital fotografering kan motsvarande effekt skapas med hjälp av bildredigeringsprogram.

### Överstrålning
Även för ett utmärkt objektiv, faller normalt dess kontrastöverföring (skärpa) i hörnen. Detta märks främst på att gränsen mellan en mörk och en ljus area blir alltmer diffus – lite ljus liksom sprids över på det mörkare. Man säger att objektivet förlorar randskärpa utåt från den optiska axeln.
Denna randskärpa ska inte förväxlas med den typ av randkontrast, som åstadkoms vid framkallning av svartvita bilder på fotopapper. Då kan man låta pappret ligga still i framkallaren efter att initialt rört som vanligt. Framkallare förbrukas snabbare och i större omfattning av mörka partier. Vid randen mellan tydligt mörka och ljusa partier vandrar oförbrukad framkallare över från ljusa partier en liten bit in i mörka, medan förbrukad vandrar från mörkt till ljust. Detta skapar en mikroskopisk spalt av extra mörkt i randen av det mörka partiet och extra ljust i det ljusa partiet. De mycket smala spalterna uppfattas inte av ögat annat än att bilden verkar skarpare.
Överstrålning beror inte enbart av objektivet, utan även av det medium man avbildar på – film eller sensor.

#### Analog fotografi
Det här fenomenet är tydligt vid traditionell fotografi med film. Ljuset passerar först genom det ljuskänsliga gelatinskiktet och reflekteras försvagat från filmbasen (acetat, eller förr celluloid), med utfallsvinkel samma som infallsvinkeln, och belyser gelatinet en gång till fast förskjutet ut mot kanterna. Därefter kommer en svagare sekundär reflex från filmbasens baksida… Detta problem växer med avståndet till den optiska axeln bl a på grund av den flackare vinkeln – reflexerna kommer längre bort från idealpunkten.

#### Digital fotografi
Även digitalkamerans sensorer har liknande problem, men av annat skäl. Sensorn är uppbyggd av små linselement (ungefär: pixlar), vilka inte har nollstorlek. Ju längre ut från optiska axeln, desto snedare faller ljuset mot den mikroskopiska linsen som inte förmår att bryta den rakt inåt mot den ideala punkten, utan lite snett utåt från den optiska axeln. Med Leica M9 har man försökt motverka detta med att inte ha linserna likformigt och ekvidistant utspridda över sensorn, utan alltmer skjuvade mot optiska axeln, ju längre från axeln de ligger. Detta ger en lokal shift-effekt.

### Diffraktion
Ett objektivs skärpa når nästan alltid sin högsta punkt mellan bländare 8–11, sedan faller skärpan igen beroende på s.k. kniveggsdiffraktion i bländaren. Diffraktion bildas naturligtvis alltid vid bländaröppningens kant, men med allt mindre bländaröppning ökar andelen diffrakterat ljus i den totala ljusmängden som passerar igenom.
Diffraktion, samt viss vinjettering och koma, är i princip de enda avbildningsfel som förekommer i en hålkamera.
Diffraktionen beror på ljusets fysiska natur som vågrörelse, och enda sättet att minska diffraktionen är att öka bländaröppningen. Ett objektiv som är avsett att ge högsta möjliga skärpa, som t.ex. objektivet i ett teleskop, brukar konstrueras så att diffraktionen är den dominerande orsaken till oskärpan. Ett sådant objektiv kallas för diffraktionsbegränsat, och ju större ett diffraktionsbegränsat objektiv är, desto skarpare bilder ger det. Diffraktionsbegränsade objektiv brukar ha mycket små synfält (ett par grader eller t.o.m. mindre) där skärpan är optimal.

### Bokeh

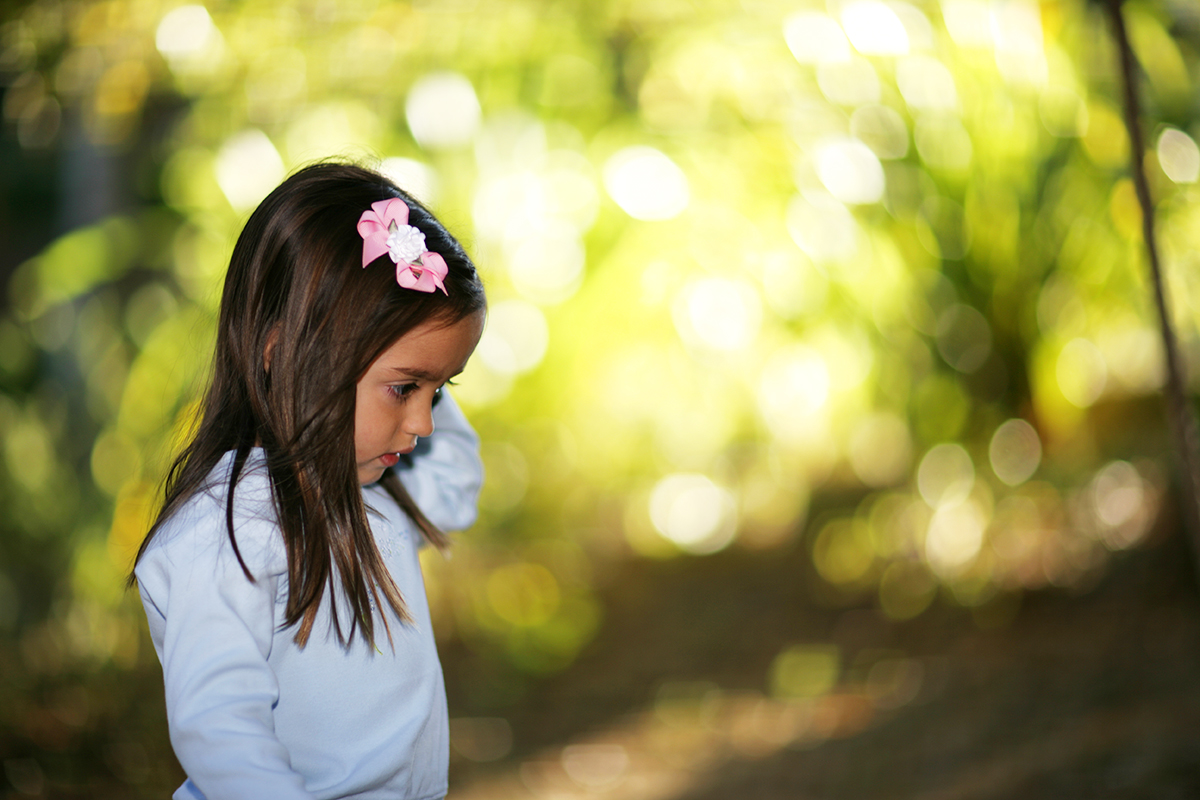
Bokeh med lätt antydan till rotation.

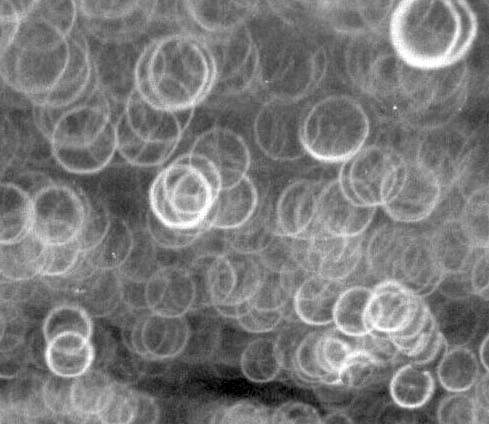
Bokeh i spegeltele (detalj). Lägg märke till att i ett spegeltele uppstår oskärperingar i stället för cirklar.

Bokeh definieras som "det sätt som optiken återger objekt som inte ligger i fokus".
Bokeh uppträder främst med tele- eller makrooptik samt vid stor bländare i övrig optik – i alla dessa fall har objektivet kort skärpedjup. Ljuspunkter bortom fokus i bakgrunden framträder inte som runda, utan har formen av objektivets bländaröppning. Detta kan motverkas vid tillverkningen genom att bländarkonstruktionen görs så, att bländaröppningen blir så rund som möjligt. Oskarpa punkter i bakgrunden kan också verka rotera kring den optiska axeln. Runda punkter blir då ovala och krökta radiellt kring optiska axeln.

### Reflexer i linselement
Starka ljuskällor, till exempel direkt solljus som infaller rakt in i objektivet, skapar reflexer inne bland objektivets linselement. Dessa störningar uppträder vanligen som spökbilder (över själva motivet) av objektivets bländaröppning i varierande storlek. Denna typ kallas linsöverstrålning eller flare på engelska.
Likaså kan ljus som infaller snett mot en del av frontlinsen ge slöjbildning. Det visar sig som om en ytterst tunn gråvit slöja låg över en del av motivet.
Dessa båda fenomen motverkas med antireflexbehandling och motljusskydd.

## Objektivets anpassning till enögda spegelreflexkameror
Spegelreflexkameran har en spegel som fälls undan (senast) när fotografen tar bilden. Denna spegelrörelse kräver ett visst utrymme. Objektivkonstruktörerna måste förse bakre delen på objektivet med en korrigerande linsgrupp som förkortar konstruktionen bakåt, så att spegeln inte slår i bakersta linsen. Normal- och vidvinkelobjektiv för spegelreflex konstrueras därför som omvända teleobjektiv, även kallade retrofokusobjektiv. 
Liknande problematik finns även för mätsökarkameror med ljusmätning i strålgången, samt att vid extrem vidvinkel kan till och med en eventuell ridåslutare komma åt ett icke-retrofokusobjektiv.

## Antal linser
Ju större ljusstyrka respektive ju kortare brännvidd ett objektiv har, desto fler linser innehåller objektivet. Orsaken är att ljuset i strålgången nästan faller parallellt med den optiska axeln vid långa brännvidder, och objektivet kan då klara sig med endast två linser (refraktor). I andra extremfallet, när man har ett supervidvinkelobjektiv som vinklar till och med bakåt i 220° bildvinkel, utsätts ljusstrålarna som ligger långt utanför den optiska axeln för kraftiga aberrationer. Det kan krävas många linser för att korrigera dessa fel; vidvinkelobjektiv kan ha upp till ett tjugotal linser. Således är linsbehovet i stort omvänt proportionellt mot brännvidden.

## Klassiska objektiv
Några nämnvärda objektivkonstruktioner: 
- Cooke Triplet
- Elmar
- Tessar
- Sonnar
- Planar
- Angénieux retrofokus